# Gliese 15
Désignations
Gliese 15 (GJ 15), aussi désigné Groombridge 34, est un système stellaire et planétaire constitué d'au moins deux étoiles (aussi connues comme GX Andromedae et GQ Andromedae) et deux planètes.

## Catalogage
Le système est répertorié dans plusieurs catalogues astronomiques.
Il constitue l'entrée numéro 34 dans A Catalogue of Circumpolar Stars (Un catalogue d'étoiles circumpolaires), catalogue publié à titre posthume, en 1838, par l'astronome britannique Stephen Groombridge, d'où la désignation Groombridge 34.

## Situation et visibilité
Selon les mesures de parallaxe de Gaia, le système est situé à 11,6 années-lumière du Soleil. Cela en fait un des systèmes les plus proches du système solaire. Cependant, bien qu'elles soient relativement proches, la luminosité des deux étoiles est trop faible pour qu'elles puissent être vues à l'œil nu.
Le système a un relativement grand mouvement propre, 2,9 secondes d'arc par an, et s'éloigne du système solaire à la vitesse de 11,6 kilomètres par seconde. Il est passé au périhélie il y a environ 15 000 ans, quand il était à environ 3,5 parsecs (11,4 années-lumière) du Soleil.

## Structure et membres
Les deux étoiles constituant un système binaire, sont des naines rouges éruptives en orbite quasi circulaire. Elles sont situées à 147 unités astronomiques l'une de l'autre, ce qui leur donne une période orbitale d'environ 2 600 ans.
Les étoiles sont de type spectral M1,5V et M4,1V. Elles montrent toutes deux des variations aléatoires de luminosité en raison d'éruptions.

### GJ 15 A

#### L'étoile GJ 15 Aa
GJ 15 Aa (Groombridge 34 Aa) est l'objet primaire du système. C'est la plus massive et la plus lumineuse des deux étoiles du système. C'est une naine rouge de type spectral M1,4. Sa luminosité varie en raison d'éruptions, ce qui lui vaut la désignation d'étoile variable GX Andromedae. Des observations de Gaia suggèrent une période de rotation de 44 jours et un cycle d'activité magnétique d'environ neuf ans.

#### Les planètes GJ 15 Ab et GJ 15 Ac
En août 2014, Andrew W. Howard et ses collaborateurs annoncèrent la découverte d'une planète autour de Gliese 15 A, désignée GJ 15 Ab. L'existence de la planète fut déduite de l'analyse des vitesses radiales de l'étoile hôte par le relevé Eta-Earth en utilisant HIRES à l'observatoire W. M. Keck. Au moment de sa découverte, il s'agissait de la sixième exoplanète connue la plus proche.
En utilisant le spectrographe CARMENES combiné aux mesures de HARPS et de HIRES, Trifon Trifonov et ses collègues ne parvinrent pas à détecter la planète GJ 15 Ab. Cependant, ils proposèrent l'existence d'une autre planète, GJ 15 Ac, autour de l'étoile.
Des observations ultérieures de HIRES permirent de réconcilier ces résultats. Avec ces données, qui couvraient un plus grand intervalle de temps, les deux planètes furent retrouvées. La masse minimale de GJ 15 Ab est de 3,03 masses terrestres, ce qui en fait une super-Terre, là où celle de GJ 15 Ac est de 36 masses terrestres, ce qui en fait un super-Neptune. Leurs périodes orbitales sont respectivement de 11,4 et 7 400 jours. Au jour de leur découverte, ces planètes font de ce système le système multiplanétaire le plus proche du système solaire.

### GJ 15 B, l'étoile compagne
GJ 15 B (Groombridge 34 B) est la plus petite et la moins chaude des deux étoiles. Elle est aussi connue sous la désignation d'étoile variable GQ Andromedae. C'est une naine rouge éruptive, comme l'étoile primaire. Son type spectral est M4,1.